# Bernhard Kegel

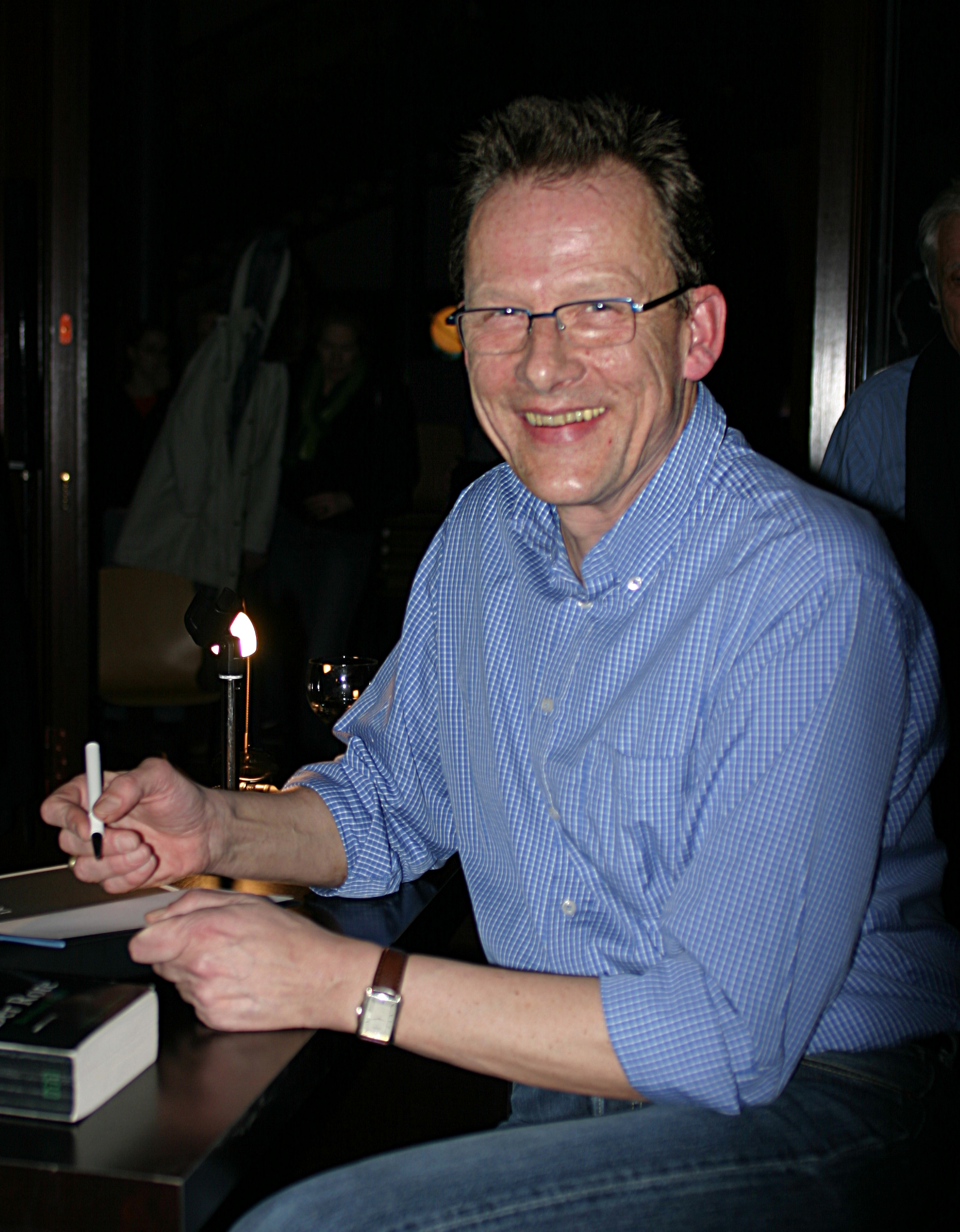
Bernhard Kegel bei der Vorstellung seines Buches „Der Rote“ am 30. Januar 2008 im Berliner Naturkundemuseum

Bernhard Alexander Kegel (* 23. Dezember 1953 in Berlin) ist ein deutscher Schriftsteller.

## Leben
Bernhard Kegel studierte Chemie und Biologie an der Freien Universität Berlin. Nach seinem Studium war er Wissenschaftlicher Mitarbeiter an der Universität. 1991 wurde er mit der Arbeit Freiland- und Laboruntersuchungen zur Wirkung von Herbiziden auf epigäische Arthropoden, insbesondere der Laufkäfer (Col.: Carabidae) promoviert. Seit 1996 ist er hauptberuflicher Schriftsteller. Als Jazzgitarrist spielte er Gitarre und Sitar bei den Jazzbands Riff, Acoustic Guitar Orchestra Berlin, Die Elefanten, uTe kA Band und Animato. Bei der Combo Querbeet brachte er sich ebenfalls als Jazz-Komponist ein.

## Werkgeschichte
Die Besonderheit der literarischen Produktion von Bernhard Kegel ist, dass er erstens fachlich kompetente Sachbücher veröffentlicht und zweitens Romane mit naturwissenschaftlichem Hintergrund. Sein 1993 erschienener erster Roman Wenzels Pilz zeigt anhand einer Umweltkatastrophe in Norwegen die Unbeherrschbarkeit der Gentechnik im Freiland auf. Im Roman Das Ölschieferskelett (1996) erklärt er mit Hilfe der Grube Messel und einer Zeitreise evolutionstheoretische Erkenntnisse sowie Fauna, Flora und Geologie im Eozän vor 50 Millionen Jahren. Sein dritter Roman Sexy Sons (2001) handelt vom Klonen. Sein 2007 erschienener Roman Der Rote schildert eine Naturkatastrophe vor Kaikoura, Neuseeland, und bringt dem Leser Kalmare näher. Der Roman erschien auch als El rojo bei Planeta in einer spanischen Übersetzung. In seinem Roman von 2012, Ein tiefer Fall, geht es um Fälschungen in der Wissenschaft vor dem Hintergrund von umstrittenen Forschungen im Bereich der Synthetischen Biologie und um die Fragen der Guten wissenschaftlichen Praxis.
In seinem Sachbuch Epigenetik (2009) griff Kegel ein aktuelles Thema aus der epigenetischen Forschung auf, in seinem Sachbuch Die Herrscher der Welt (2015) aktuelle Forschungen zum Verständnis aller Lebewesen als Holobionten. Ein Auszug aus Die Herrscher der Welt erschien 2017 separat als Taschenbuch unter dem Titel Die Gesundmacher: Was Bakterien für unseren Körper tun und wie wir sie dabei unterstützen können.
Für seine Bücher greift Kegel immer wieder auf Fachwissen von Ökologen-Kollegen zurück und steht in engem Austausch mit dem Leibniz-Zentrum für Marine Tropenforschung (ZMT) in Bremen. Das ZMT bezeichnete ihn 2013 als eine Art „embedded writer“.
Für das Sachbuch Käfer (2019) geht Kegel zurück auf ein wichtiges entomologisches Thema seiner jungen Jahre, denn als Sammler und Katalogisierer von Käfern fing sein Weg zur Biologie an.
Das Sachbuch Mit Pflanzen die Welt retten. Grüne Lösungen gegen den Klimawandel., das am 14. Oktober 2024 bei DuMont herauskam, wurde nominiert für den Deutschen Sachbuchpreis 2025.

## Auszeichnungen
- 1996: Phantastik-Preis der Stadt Wetzlar für Das Ölschieferskelett
- 1997: 3. Platz bei der Wahl zum Kurd-Laßwitz-Preis für Das Ölschieferskelett
- 1997: Erwin-Strittmatter-Preis für Wenzels Pilz. Überreicht von Matthias Platzeck.[8]
- 2001: Werner und Inge Grüter-Preis für Wissenschaftsvermittlung[9]
- 2002: 5. Platz bei der Wahl zum Kurd-Laßwitz-Preis für Sexy Sons
- 2025: Nominierung für den Deutschen Sachbuchpreis Mit Pflanzen die Welt retten

## Werke

### Romane
- Wenzels Pilz. Piper, München 1993, ISBN 3-492-11731-7.
  - Überarbeitete Neuausgabe: Ammann, Zürich 1997, ISBN 3-250-10336-5.
- Das Ölschieferskelett. Ammann, Zürich 1996, ISBN 3-250-10288-1.
- Sexy Sons. Ammann, Zürich 2001, ISBN 3-250-10436-1.
- Der Rote. Mare-Buchverlag, Hamburg 2007, ISBN 3-86648-067-9.
- Ein tiefer Fall. Mare-Buchverlag, Hamburg 2012, ISBN 978-3-86648-165-7, als Hörbuch bei Radioropa Hörbuch, ungekürzte Lesung von Bert Stevens, ISBN 978-3-8368-0641-1.
- Abgrund. Mare-Buchverlag, Hamburg 2017, ISBN 978-3-86648-251-7.
- Gras. Dörlemann, Zürich 2023, ISBN 978-3-03820-138-0.

### Sachbücher
- Die Ameise als Tramp: Von biologischen Invasionen. Ammann, Zürich 1999, ISBN 3-250-10404-3.
- Epigenetik: wie Erfahrungen vererbt werden. DuMont, Köln 2009, ISBN 978-3-8321-9528-1.
- Tiere in der Stadt: Eine Naturgeschichte. DuMont, Köln 2013, ISBN 978-3-8321-9718-6.
- Die Herrscher der Welt: Wie Mikroben unser Leben bestimmen. DuMont, Köln 2015, ISBN 978-3-8321-9773-5.
- Ausgestorben, um zu bleiben: Dinosaurier und ihre Nachfahren. DuMont, Köln 2018, ISBN 978-3-8321-9870-1.
- Käfer. (= Reihe Naturkunden, Band 56). Herausgegeben von Judith Schalansky. Matthes & Seitz, Berlin 2019, ISBN 978-3-95757-792-4.
- Die Natur der Zukunft. Tier- und Pflanzenwelt in Zeiten des Klimawandels. DuMont, Köln 2021, ISBN 978-3-8321-7093-6, Rezension.[10]
- Ausgestorbene Tiere. DuMont, Köln 2021, ISBN 978-3-8321-6906-0.

- Mit Pflanzen die Welt retten. Grüne Lösungen gegen den Klimawandel, DuMont, Köln 2024, ISBN 978-3-8321-6850-6.